# Plethodon neomexicanus
Plethodon neomexicanus (tên tiếng Anh: Jemez Mountains Salamander) là một loài kỳ giông trong họ Plethodontidae.
Nó là loài đặc hữu của New Mexico ở Hoa Kỳ.
Môi trường sống tự nhiên của chúng là các khu rừng ôn hòa.
Nó bị đe dọa do mất môi trường sống.